# Wojciech Skaba
Wojciech Skaba (ur. 9 kwietnia 1984 w Rybniku) – polski piłkarz, w latach 2001–2017 występujący na pozycji bramkarza.

## Kariera zawodnicza
Skaba jest wychowankiem klubu Naprzód Rydułtowy. W barwach Odry Wodzisław, do której przeszedł z Rymera Rybnik, rozegrał 17 spotkań ligowych w Ekstraklasie. Jego debiut w Ekstraklasie nastąpił w dniu 12 czerwca 2005 roku w meczu między drużynami Pogoni Szczecin i Odry Wodzisław, wygranym przez drużynę z Wodzisławia 4:1. 29 maja 2007 podpisał kontrakt z Legią Warszawa, w której występował głównie w rozgrywkach pucharowych. W lipcu 2009 roku został zaangażowany w Polonii Bytom jako pierwszy bramkarz. Mimo że wcześniej odbył tylko 4 treningi z piłkarzami z Bytomia, zadebiutował już w 1. meczu sezonu 2009/10 przeciwko GKS Bełchatów, zachowując przy tym czyste konto.
17 czerwca 2014 roku Skaba został zawodnikiem Ruchu Chorzów, bramkarz związał się z „Niebieskimi” 3-letnim kontraktem.

## Sukcesy
Legia Warszawa;
- Mistrzostwo Polski (1x): 2013/14
- Puchar Polski (4x): 2008, 2011, 2012, 2013